# 10029 Хірамперкінс
10029 Хірамперкінс (10029 Hiramperkins) — астероїд головного поясу, відкритий 30 серпня 1981 року.
Тіссеранів параметр щодо Юпітера — 3,391.